# Ung kvinna med päls
Ung kvinna med päls är en oljemålning utförd av den italienske målaren Tizian mellan 1536 och 1538.
Målningen visar en kvinna iförd en praktfull pälskappa, som hon antagligen håller på att ta av sig. Hennes högra bröst är därför blottat. Hon bär en juvelbesatt huvudbonad, en ring och ett armband samt pärlörhängen och pärlhalsband. Kvinnans mjuka hand mot pälsen implicerar fysisk intimitet med betraktaren.
Hennes blottade hud och bröst har en tydlig erotisk underton. Tizian har framställt kvinnans utseende enligt dåtidens skönhetsideal: ogenomskinlig vit hy och rosiga kinder. Den unga kvinnans bestämda blick antyder, att hon är medveten om sin makt över betraktaren.
Den avporträtterade kvinnan har även varit modell för målningarna La Bella och Venus från Urbino.